# Młodzieżowe mistrzostwa Azji w boksie
Mistrzostwa Azji juniorów w boksie − Międzynarodowy turniej bokserski, w którym udział mogą brać członkowie państw azjatyckich. Pierwsza edycja odbyła się w 2005 r., mając miejsce w Karaczi. Ostatnia edycja mistrzostw Azji juniorów odbyła się w 2007 r. Od 2010 r. zawody są kontynuowane pod nazwą Młodzieżowe mistrzostwa Azji.

## Mistrzostwa Azji juniorów
| Rok  | Numer                         | Miejsce      | Data                     |
| ---- | ----------------------------- | ------------ | ------------------------ |
| 2005 | I Mistrzostwa Azji Juniorów   | Karaczi      | 20 − 25 czerwca          |
| 2006 | II Mistrzostwa Azji Juniorów  | Goa          | 10 − 15 października     |
| 2007 | III Mistrzostwa Azji Juniorów | Kuala Lumpur | 26 listopada − 2 grudnia |

## Młodzieżowe mistrzostwa Azji
| Rok  | Numer                            | Miejsce   | Data             |
| ---- | -------------------------------- | --------- | ---------------- |
| 2010 | I Młodzieżowe Mistrzostwa Azji   | Teheran   | 3 − 10 marca     |
| 2013 | II Młodzieżowe Mistrzostwa Azji  | Subic Bay | 11 − 16 marca    |
| 2014 | III Młodzieżowe Mistrzostwa Azji | Bangkok   | 25 − 30 stycznia |